# الرباط (الحديدة)

تعديل مصدري - تعديل

الرباط هي إحدى قرى مديرية حيس، التابعة لمحافظة الحديدة اليمنية، بلغ تعداد سكانها 1027 نسمة حسب الإحصاء الذي جرى عام 2004.